# PDG
PDG (ang. PDD – Percentage Depth Dose) – procentowa dawka na głębokości (lub zamiennie procentowa dawka głęboka).
Wyrażony w procentach iloraz mocy dawki w osi wiązki promieniowania jonizującego, na dowolnej głębokości w fantomie, do mocy dawki w osi wiązki na głębokości dawki maksymalnej.
{\displaystyle PDG={\frac {MD(g,SSD,S)}{MD(g=g_{max},SSD,S)}}\cdot 100\%,}
gdzie:
- {\displaystyle MD(g,SSD,S)} – moc dawki, czyli ilość dawki pochłoniętej w czasie jednej sekundy lub w czasie trwania jednej jednostki monitorowej akceleratora,
- {\displaystyle S} – pole powierzchni napromieniania, zdefiniowane w odległości SSD,
- SSD – odległość od źródła promieniowania do punktu wejścia wiązki w napromieniany obiekt (skóra pacjenta, powierzchnia fantomu),
- {\displaystyle g} – głębokość na której dokonujemy pomiaru,
- {\displaystyle g_{max}} – głębokość dawki maksymalnej.

Kształt krzywej procentowej dawki na głębokości jest różny dla różnych pól napromieniania – wraz ze wzrostem wielkości pola zwiększa się wartość PDG na danej głębokości (spadek krzywej jest łagodniejszy). Również wraz ze wzrostem odległości SSD spadek krzywej PDG jest łagodniejszy. Kształt krzywej jest zależny od energii stosowanego promieniowania. Im mniejsza jest zastosowana energia, tym mniejsza jest głębokość dawki maksymalnej. W krzywej PDG promieniowania wysokoenergetycznego mamy do czynienia z obszarem narastania dawki na małej głębokości. Jest to tzw. efekt build-up i związany jest bezpośrednio z występowaniem efektu Bragga dla powstałych w ośrodku elektronów (jonizacja otoczenia jest największa na końcu drogi cząstki). Przykładowo maksymalna moc dawki dla promieniowania {\displaystyle \gamma } Co{\displaystyle ^{60}} przypada na głębokość 4 mm. Krzywa procentowej dawki na głębokości jest wyznaczana za pomocą komór jonizacyjnych (np. Markus lub Farmer), detektorów półprzewodnikowych oraz innych detektorów o dostatecznej rozdzielczości przestrzennej. Krzywa procentowej dawki na głębokości jest jedną z najważniejszych krzywych w radioterapii. Umożliwia taki dobór wiązek promieniowania, by w zaplanowanym obszarze dawka pochłonięta miała jak największą wartość, a obszary zdrowe pochłonęły jej jak najmniej.